# Prințesa Maria de Nassau
Prințesa Marie de Nassau (germană Prinzessin Marie Wilhelmine Friederike Elisabeth von Nassau; 29 ianuarie 1825 – 24 martie 1902) a fost al optulea copil și a patra fiică a lui Wilhelm, Duce de Nassau. A fost soția lui Hermann, Prinț de Wied și mama Elisabetei, regină a României.

## Biografie
Marie s-a născut la Biebrich, Ducatul de Nassau, ca al optulea copil și a patra fiică a lui Wilhelm, Duce de Nassau și a primei lui soții, Prințesa Louise de Saxa-Hildburghausen (1794–1825). Marie a fost sora Prințesei Therese de Nassau-Weilburg și a lui Adolf, Mare Duce de Luxemburg și sora viregă a Prințesei Elena de Nassau și a reginei Sofia a Suediei și Norvegiei.
La 20 iunie 1842, la Biebrich, Marie s-a căsătorit cu Hermann, Prinț de Wied (1814–1864), fiul cel mare a lui Johann August Carl, Prinț de Wied și a Prințesei Sophie Auguste de Solms-Braunfels.
Cuplul a avut trei copii:
- Prințesa Elisabeta de Wied (29 decembrie 1843 – 3 martie 1916) căsătorită cu Carol I al României; a avut o fiică care a murit la vârsta de trei ani.
- Wilhelm, Prinț de Wied (22 august 1845 – 22 octombrie 1907) căsătorit cu Prințesa Marie a Țărilor de Jos; a avut copii.
- Prințul Otto de Wied (22 noiembrie 1850 – 18 februarie 1862)

Potrivit scriitoarei și socialistei germane Marie von Bunsen (1860–1941), Prințesa Marie a avut o relație cu politicianul Franz von Roggenbach (1825–1907) cu care e posibil să fi făcut o căsătorie morganatică după decesul soțului ei.